# Allium karamanoglui
Allium karamanoglui — вид трав'янистих рослин родини амарилісові (Amaryllidaceae), ендемік південної Туреччини.

## Опис
Цибулина ± куляста, 1–1.5 см; зовнішні оболонки сіруваті. Стебло 15–30 см. Листя і основа стебла пурпурові. Листків 1–2, всі прикореневі, ланцетні або лінійні, 8–14 мм завширшки, голі. Зонтик півсферичний, діаметром 3–4 см, багатоквітковий. Оцвітина зірчаста; сегменти білі з зеленою серединною жилкою, 13–16 мм, довгого загострені. Пиляки пурпурові. Зав'язь чорнувато-пурпурова або темно-пурпурова. Коробочка 5 мм.
Період цвітіння: квітень.

## Поширення
Ендемік південної Туреччині (Сейхан).
Населяє сухі схили та кущі, ≈ 800 м.